# Madonna na obrazach Botticellego

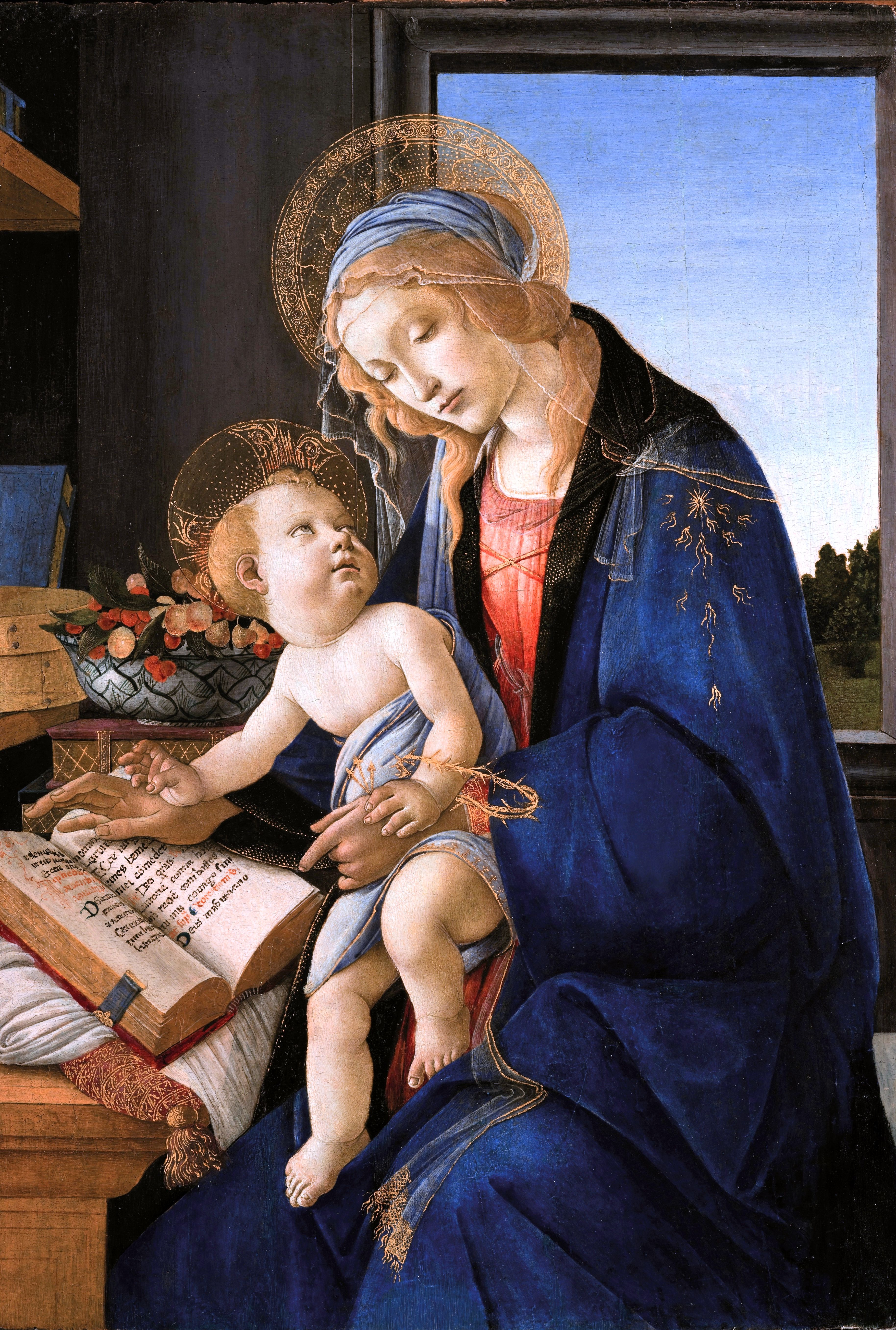
Madonna z książką (ok. 1479)

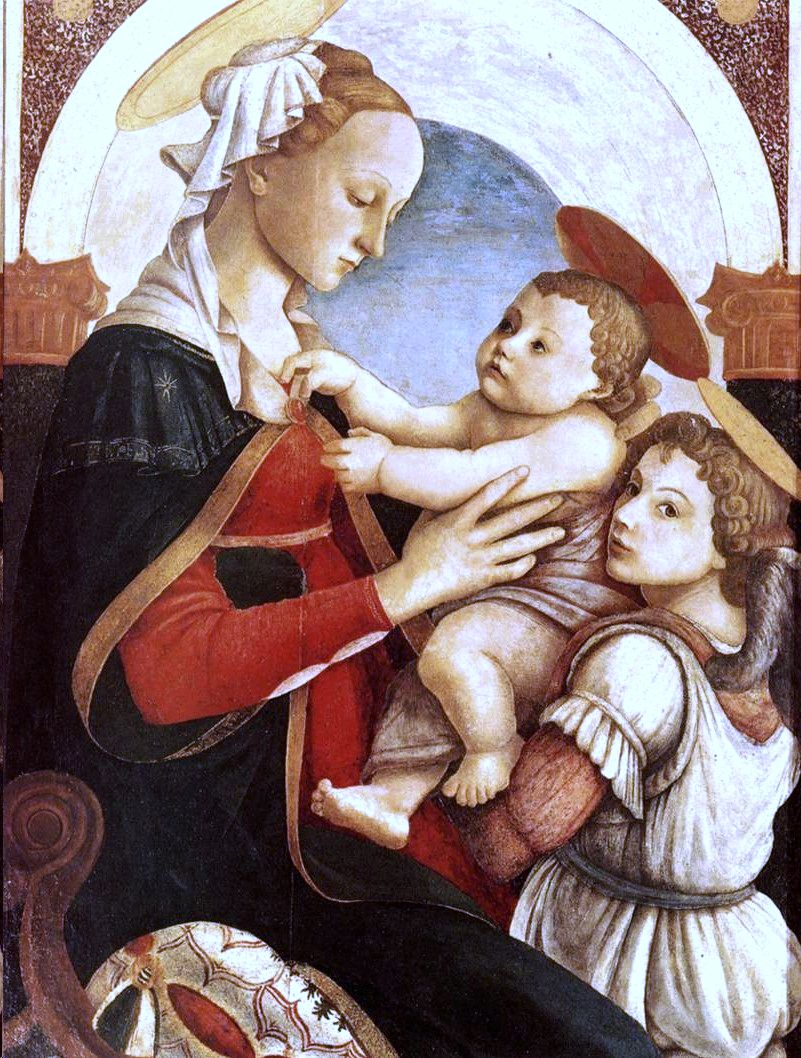
Madonna z Dzieciątkiem i aniołem (1465-67)

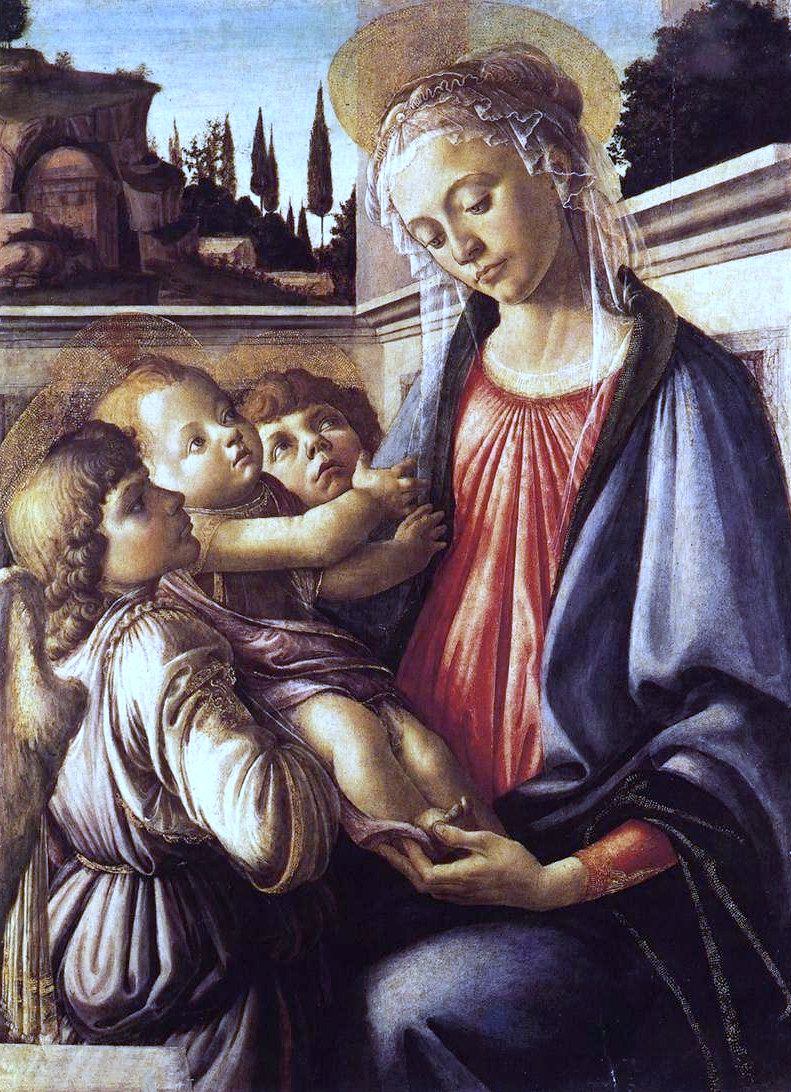
Madonna z Dzieciątkiem i dwoma aniołami (1468-70)

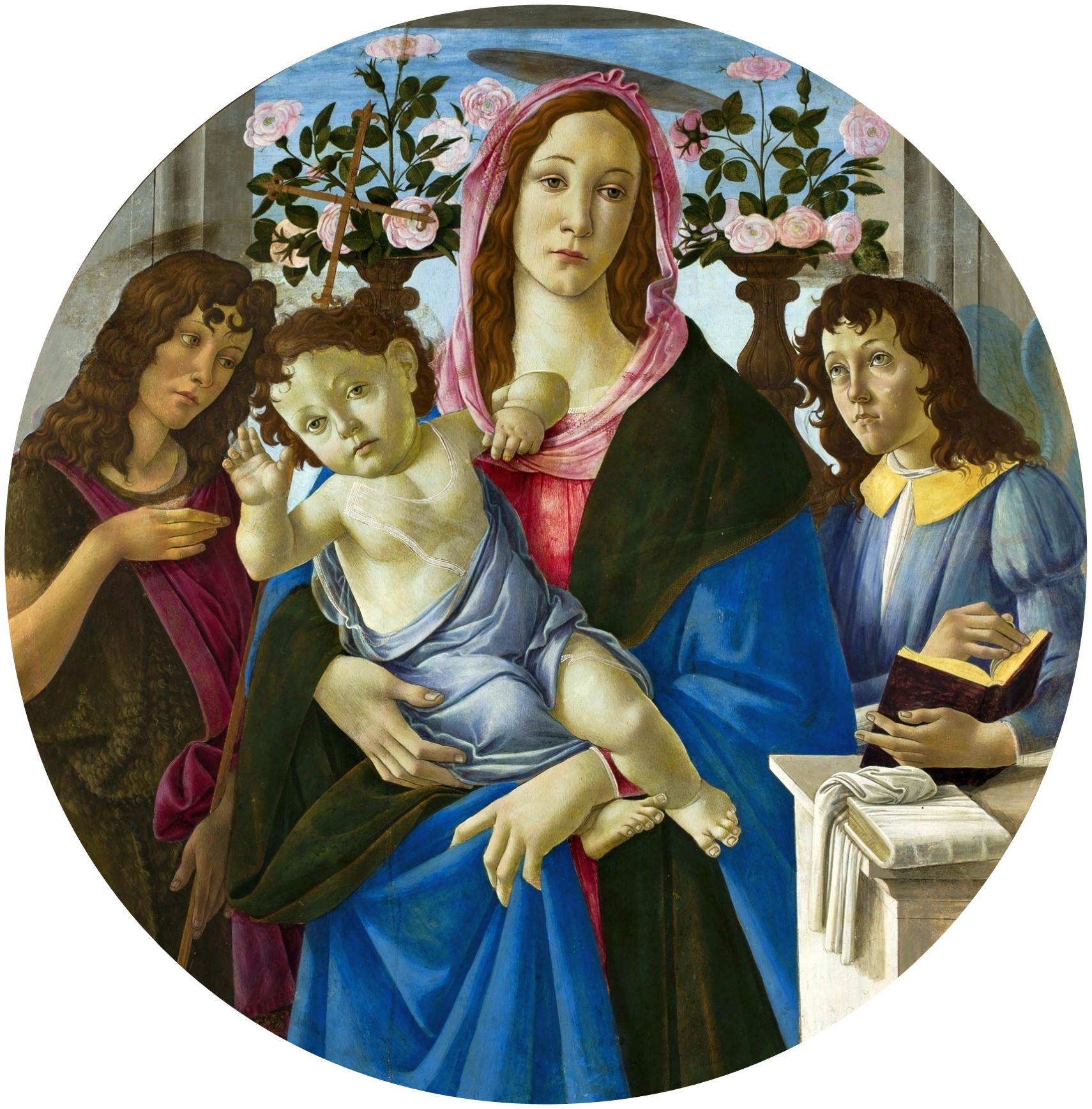
Madonna z Dzieciątkiem (0k. 1470)

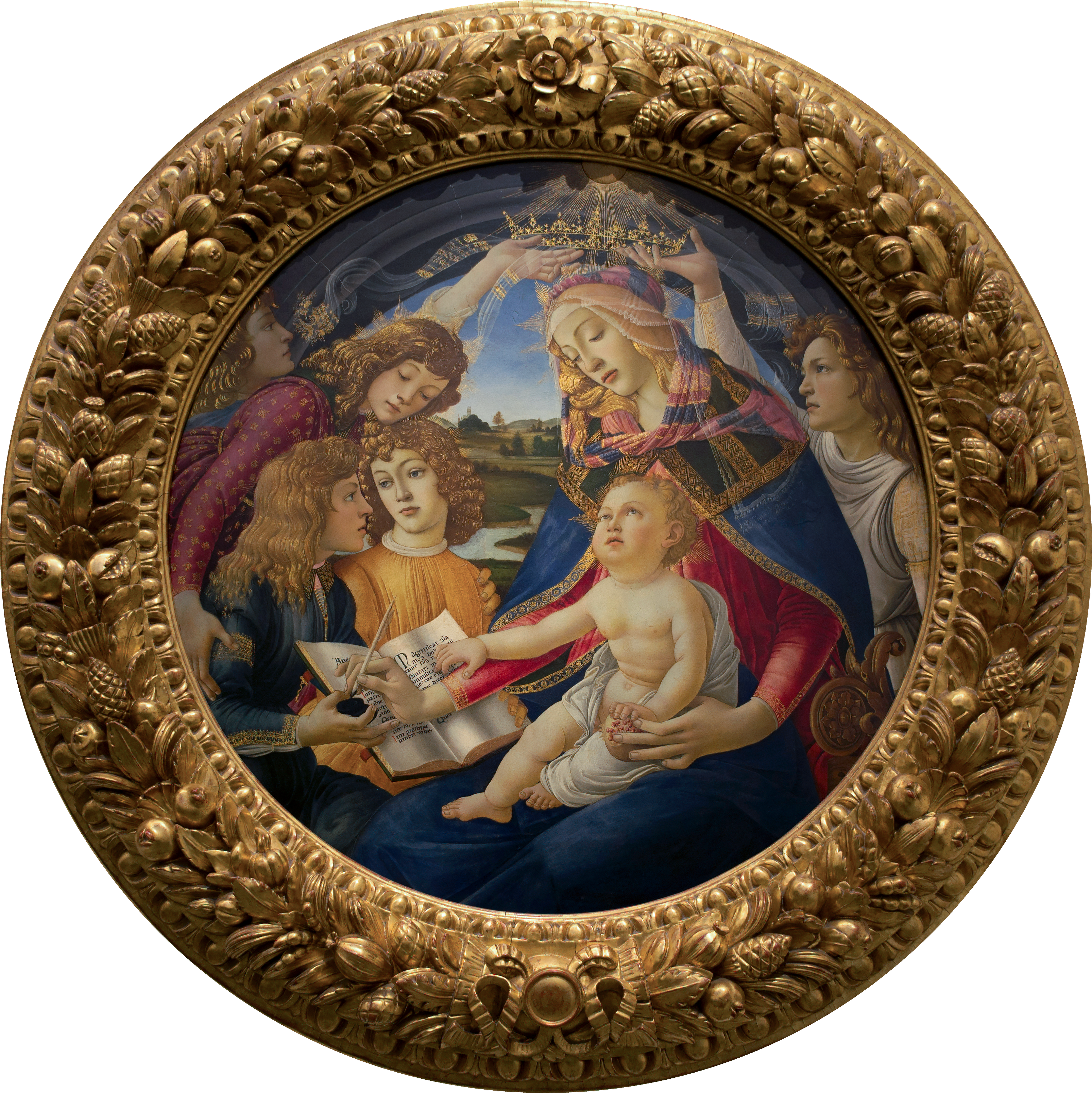
Madonna del Magnificat (1480-83)

Madonna jest jednym z częstych motywów w twórczości Sandra Botticellego, włoskiego malarza  renesansowego.
W jego twórczości tematyka religijna, obok portretów i scen mitologicznych, była najważniejszym motywem jego dzieł. W pierwszym okresie swojej twórczości jego prace odzwierciedlały wpływ stylu Fra Filippa Lippiego oraz od 1470 roku Antonia Pollaiuola. Powstały wówczas:
- Madonna z Dzieciątkiem i aniołem  (1465-67) – tempera na desce 87 × 60 cm, Spedale degli Innocenti, Florencja,
- Madonna z Dzieciątkiem i aniołem (1465-67) – tempera na desce, 110 × 70 cm, Musée Fesch, Ajaccio,
- Madonna della Loggia (1467) – tempera na desce, 72 × 50 cm, Uffizi, Florencja,
- Madonna z Dzieciątkiem z dwoma aniołami i z młodym św. Janem Chrzcicielem (1465-70) – tempera na desce, 85 × 62 cm, Galleria dell’Accademia we Florencji,
- Madonna z Dzieciątkiem i św. Janem Chrzcicielem (Madonna w ogrodzie różanym) (1468) – tempera na desce, 90 × 67 cm, Luwr, Paryż,
- "Madonna z Dzieciątkiem" (1468-70) – tempera na desce, 72 × 70 cm, Uffizi, Florencja,
- Madonna w chwale z serafinami (1469-70) – tempera na desce, 120 × 65 cm, Uffizi, Florencja,
- Madonna z Dzieciątkiem i  aniołem, Madonna krzewu różanego (Madonna del Roseto)  (1469-70) – tempera na desce, 124 × 65 cm, Uffizi, Florencja,
- Madonna z Dzieciątkiem i dwoma aniołami (1468-70) – tempera na desce, 100 × 71 cm, Museo di Capodimonte, Neapol,
- Tronująca Madonna z Dzieciątkiem i sześcioma świętymi (Ołtarz św. Ambrożego) (1470) – tempera na desce, 170 × 194 cm, Uffizi, Florencja,
- Madonna z Dzieciątkiem i  aniołem (Madonna Eucharystyczna) (1470) – tempera na desce,  84 × 65 cm, Isabella Stewart Gardner Museum, Boston.

Obrazy te charakteryzowały się ortodoksyjnym podejściem bliskim dziełom Lippiego. Obraz Madonna z dzieciątkiem i aniołem (1465-67) został wykonany prawdopodobnie w pracowni jego mistrza. Botticelli za tło obrazu wybrał zamiast krajobrazu arkadę.
Po roku 1480 styl Botticellego zmienił się. Jego obrazy przepełnione były dramatyzmem, emocjami, mistycyzmem i symbolami. Według jednych źródeł ta zmiana mogła nastąpić pod wpływem fanatycznego mnicha Savonaroli i jego kazań. Jednym z pierwszych obrazów była Madonna z księgą z 1483 roku. Obraz przedstawia Madonnę trzymającą na kolanach małego Jezusa, w scenie sugerującej wspólne pisanie Księgi godzin. Botticelli po raz pierwszy zastosował tu symbole religijne. Dzieciątko trzyma w ręku trzy małe złote dzidy, które symbolizują trzy gwoździe, którymi został przybity Jezus do krzyża. Według tradycji ezoterycznej i hermetycznej, owe dzidy miały symbolizować trzy promienie oświecenia – motyw występujący wśród średniowiecznych alchemików i różokrzyżowców. Jeszcze jeden symbol pojawił się w malarstwie Botticellego. Madonna na czerwonej tunice ma dwa czerwone skrzyżowane rzemienie. Znak ten pojawia się i na innych jego obrazach np. Maria Magdalena u stóp krzyża czy Madonna z granatem. We wcześniejszej wersji tego obrazu, w obrazie Madonna z sześcioma aniołami, aniołowie byli odwróceni plecami. W późniejszej, malarz obrócił jednego z aniołów przodem do widza tak, aby na jego piersi namalować znak czerwonego krzyża. Znak ten występował również na obrazach innych współcześnie żyjących mu artystów np. w Noli me tangere Fra Angelica. Znak krzyża według heretyków był znakiem oświecenia i stanowił skrót od słowa LUX (światło).
W kolejnych dziełach Botticellego pojawia się inny symbol, a mianowicie owoc granatu. Motyw występuje w obrazach Madonna z granatem i Madonna del Magnificat (Madonna z Dzieciątkiem i aniołami). Za każdym razem granat jest trzymany przez małego Jezusa. W obrazie Madonna del Magnificat owoc podtrzymywany jest również przez Madonnę. Taki motyw miał podwójne znaczenie symboliczne i wyrażał dziewictwo oraz zmartwychwstanie. Granat, ze względu na swoje liczne nasiona, uważany był za symbol płodności. Katoliccy zwolennicy interpretowali owoc jako symbol wiecznego życia. Sam obraz, jego tytuł wywodzi się z incipitu modlitwy, która jest pisana przez Madonnę. Dzieło uważane jest za portret włoskiej rodzinny Piero di Cosimo de 'Medici. Twarz Maryi przypomina podobiznę żony Lukrecji Tornabuoni, młoda postać z kałamarzem to Lorenzo de 'Medici, a obok znajduje się jego brat Giuliano de' Medici. Koronę nad Madonną trzymają dwie jego starsze siostry: Bianca na lewo i Nannina na prawo. Noworodkiem miała być córka Lorenza, Lucrezia de 'Medici. Na samej górze znajduje się gołębica symbolizująca Ducha Świętego, który spływa na parę.
W innych obrazach Botticellego przedstawiających Madonnę, można znaleźć symboliczne motywy roślinne. Tak jest w Ołtarzu Agnolo Bardiego z 1485 roku, gdzie występuje Matka Boska z Dzieciątkiem wraz ze św. Janem Chrzcicielem po lewej stronie i św. Janem Ewangelistą. Postacie znajdują się na tle cyprysów, oliwek i gałęzi palmowych, a obok nich stoją wazy z czerwonymi i białymi różami oraz gałązkami oliwnymi. Róża była zawsze symbolem Marii Panny. Ten motyw Botticelli stosował w innych obrazach, jak w obrazie Wiosna czy Madonna z Dzieciątkiem, św.  Janem i aniołem. Na gałęziach znajduje się napis z Księgi Syracha (24:13-17). Jan Chrzciciel trzyma wstążkę z napisem Ecce Agnus Dei (Oto Baranek Boży) i wskazuje na Jezusa.
W obrazie Święta Maria Magdalena u stóp krzyża Botticelli przedstawił zrozpaczoną Marię Magdalenę obejmującą krzyż, na którym wisi Chrystus. Po prawej stronie znajduje się anioł trzymający w ręku lisa. Lewa strona obrazu przykryta jest czarnymi chmurami, a z lewej strony w górnym rogu znajduje się postać Boga Ojca. Z jego kierunku spadają aniołowie z tarczami z czerwonym krzyżem na plecach, przypominającym emblemat templariuszy. Zaskakującym motywem jest lis w rękach anioła. W symbolice chrześcijańskiej lis jest symbolem zdrady Judasza, lecz w symbolice gnostyków jest symbolem oszustwa w pobożnym przebraniu. W wielu obrazach średniowiecznych lis występuje w przebraniu mnicha oszukującego ludzi. Lisami byli również dla gnostyków duchowni. Według Margaret Starbird połączenie tych symboli powoduje, iż lis staje się symbolem oszustwa ortodoksyjnego kościoła, a Zakon Templariuszy miał być obrońcą tajemnicy miłości Marii Magdaleny z Jezusem
Wizerunki Madonny Botticiellego po roku 1480:

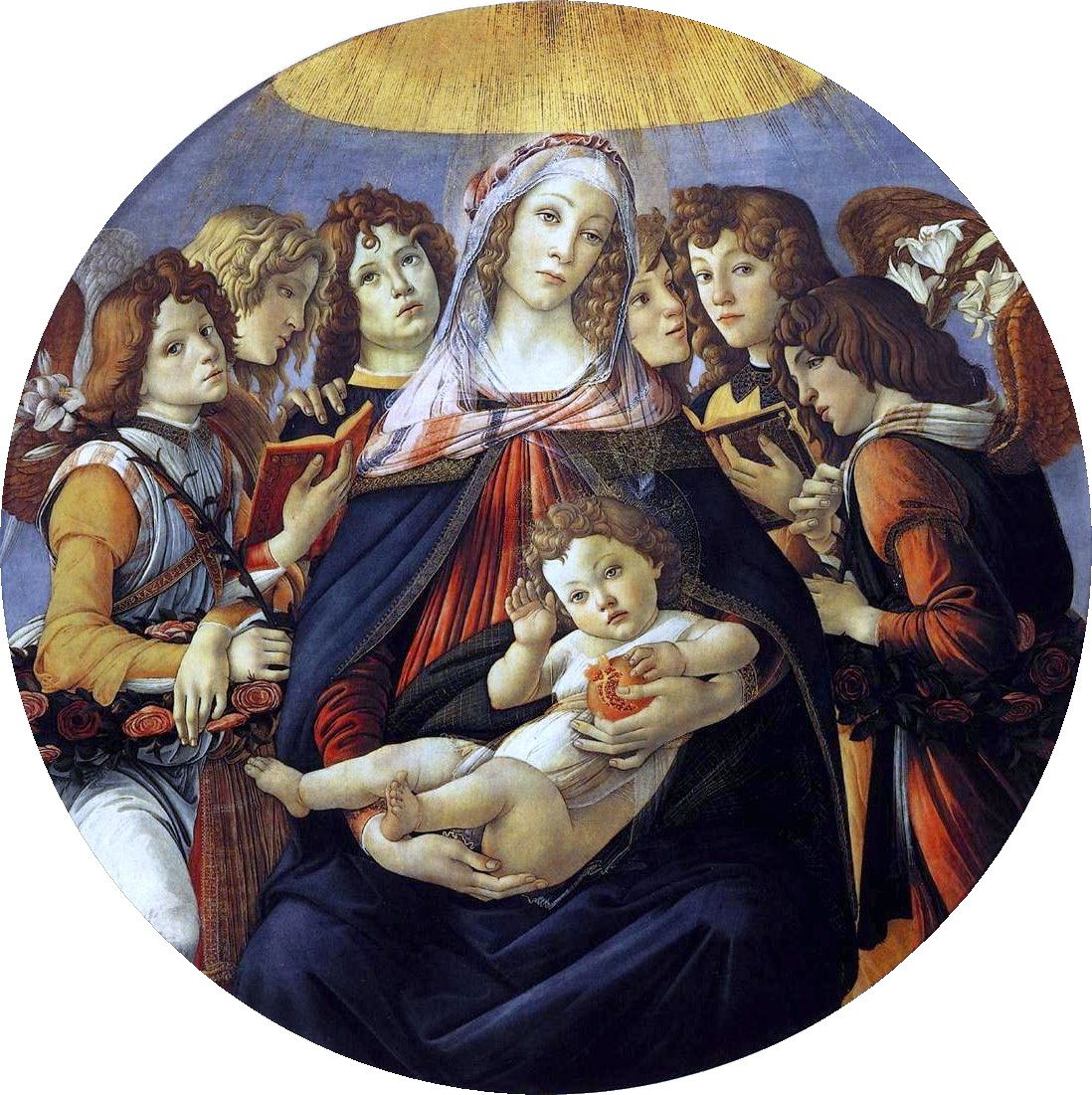
Madonna z Dzieciątkiem i aniołem (1475) – tempera na desce, 86 × 59 cm, Art Institute, Chicago,
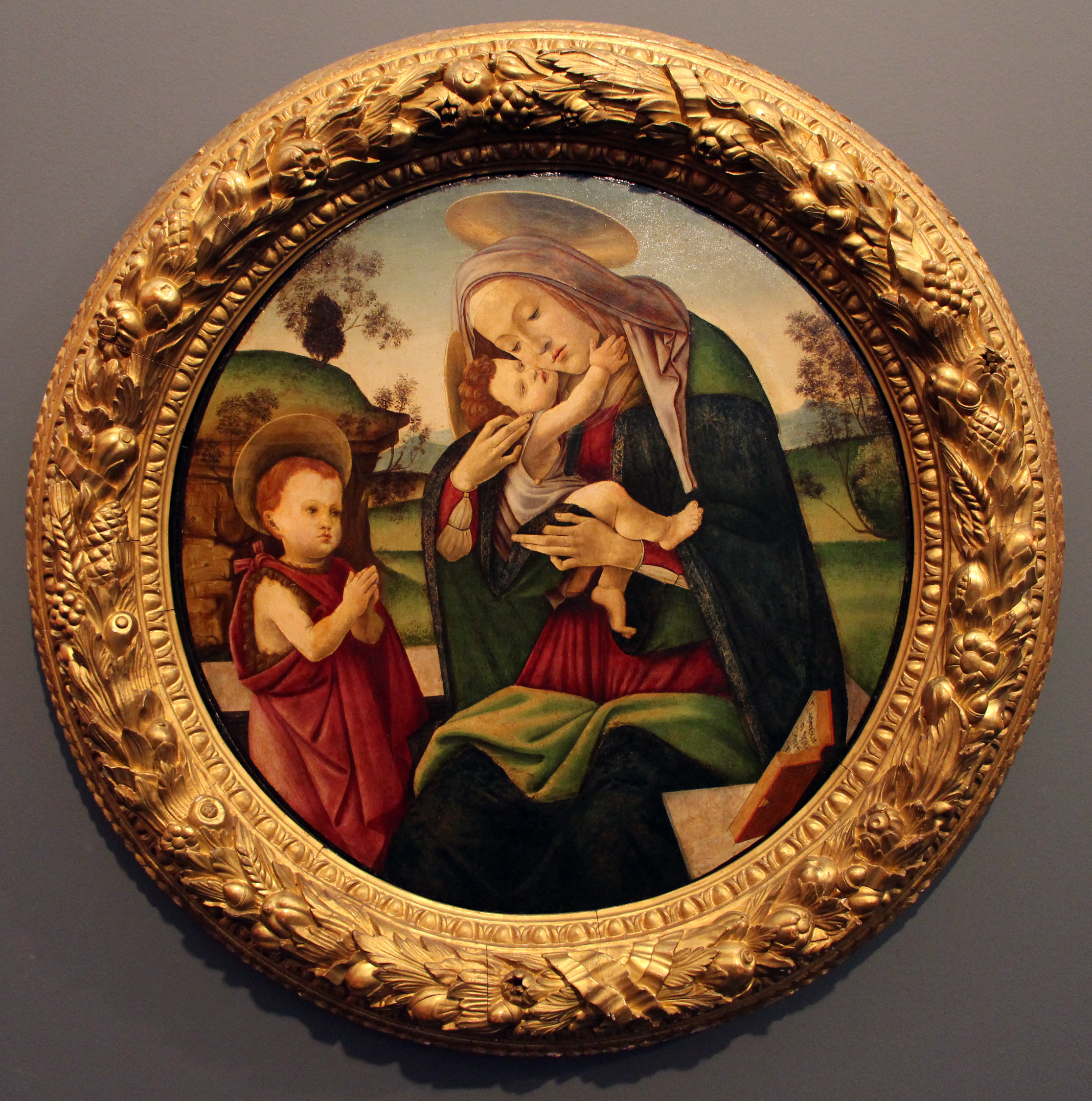
Madonna z Dzieciątkiem i ośmioma aniołami (Tondo Raczyńskich) (1478) – tempera na desce, śr. 135 cm, Gemäldegalerie, Berlin,
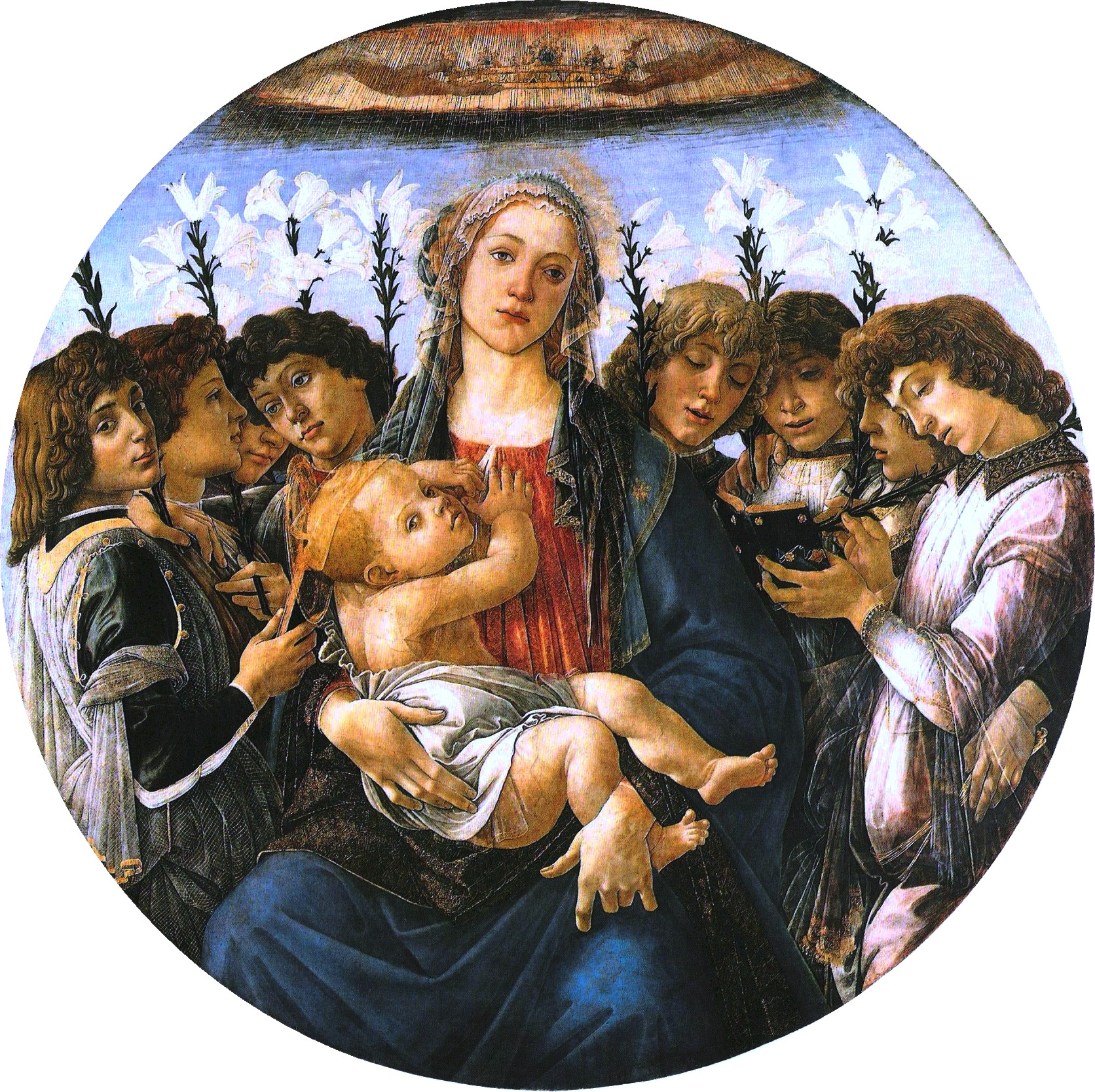
Madonna z Dzieciątkiem i aniołami (Madonna del Magnificat (1480-83) – tempera na desce, śr. 118 cm, Uffizi, Florencja,
- Madonna z książką  (Madonna del Libro) (1480-83) – tempera na desce, 58 × 39,5 cm, Museo Poldi Pezzoli, Mediolan,
- Tronująca Madonna z Dzieciątkiem i świętymi Janami, Chrzcicielem i Ewangelistą (Ołtarz Agnola Bardiego, Madonna Bardi, Madonna Palmowa) (1485) – tempera na desce, 185 × 180 cm, Gemäldegalerie, Berlin,
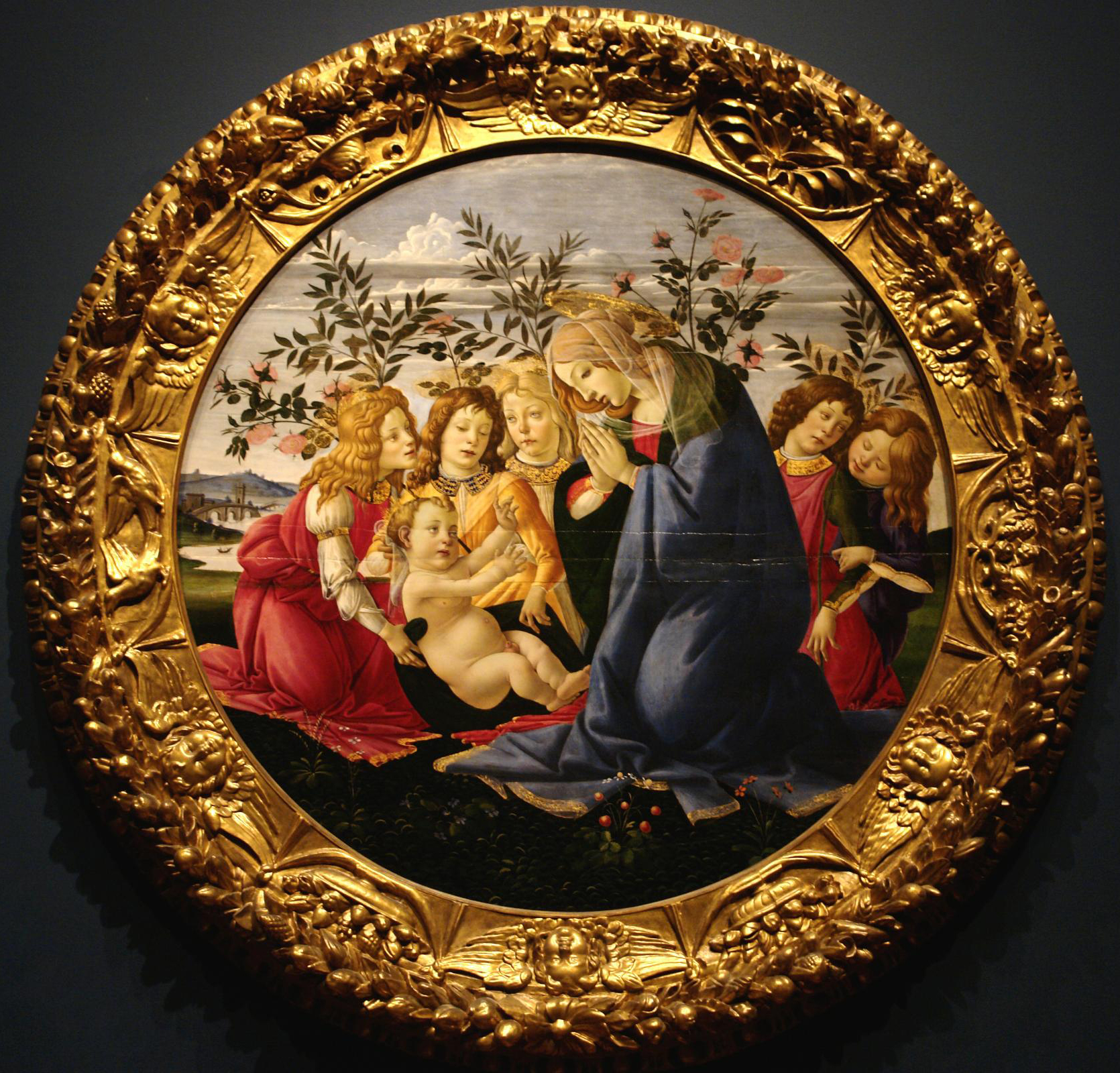
Madonna adorująca Dzieciątko z pięcioma aniołami (1485-90) – tempera na desce, Baltimore Museum of Art, Baltimore,
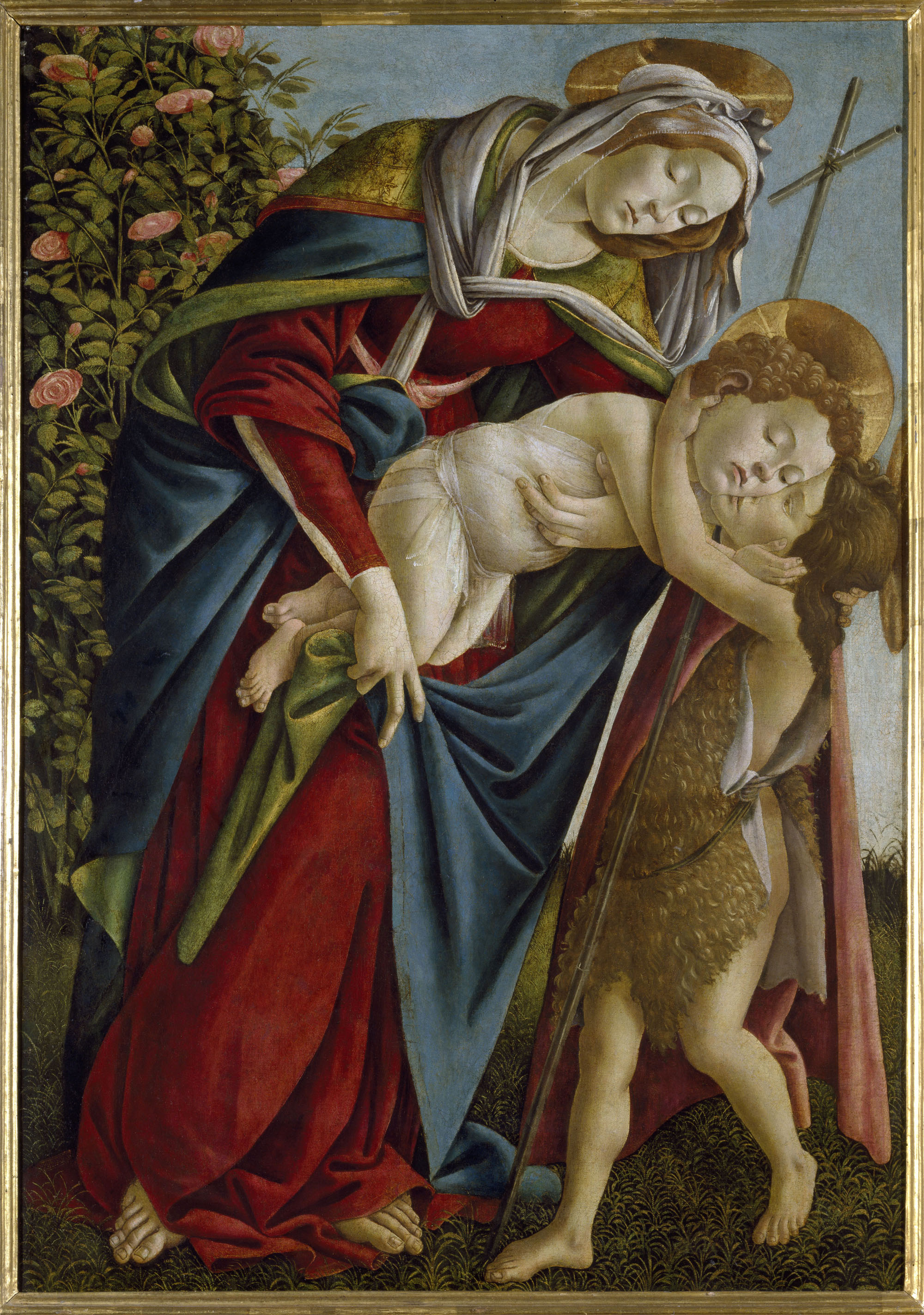
Madonna z Dzieciątkiem i owocem granatu (Madonna della Melagrana) (1487) – tempera na desce, 143,5 cm, Uffizi, Florencja,
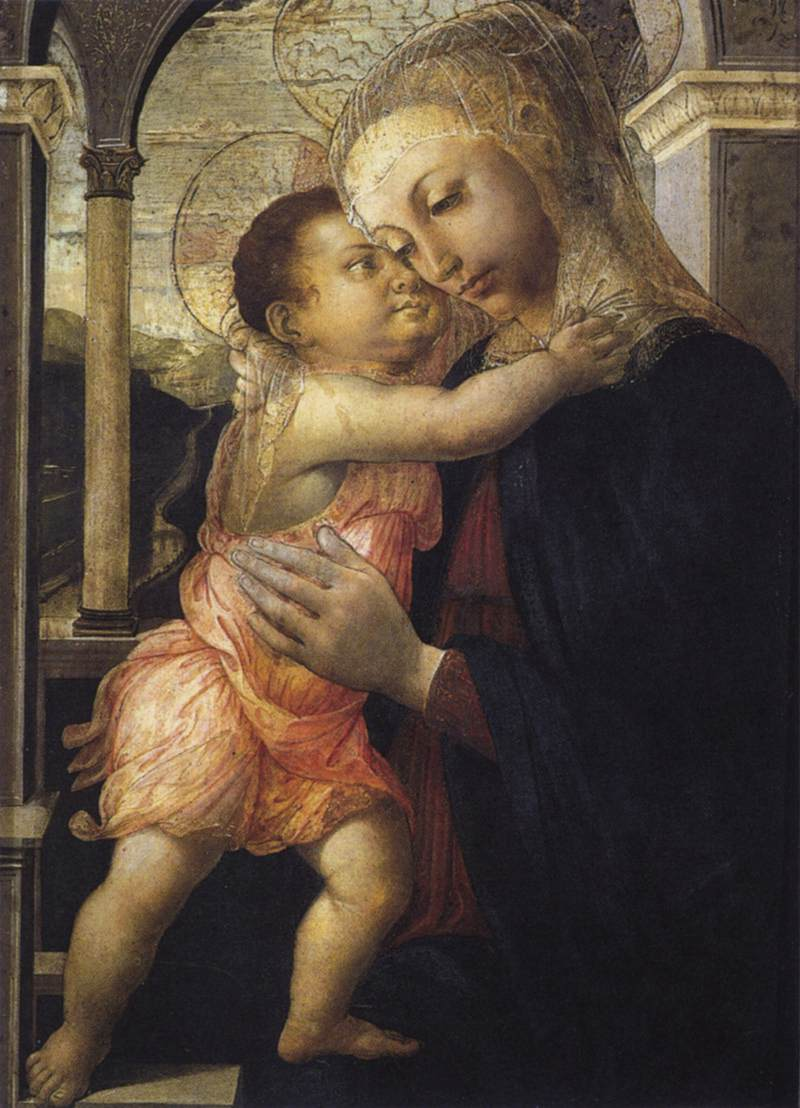
Madonna z Dzieciątkiem, św. Janem i aniołem (około 1470) – tempera na desce, 111 × 108 cm, Muzeum Narodowe w Warszawie,
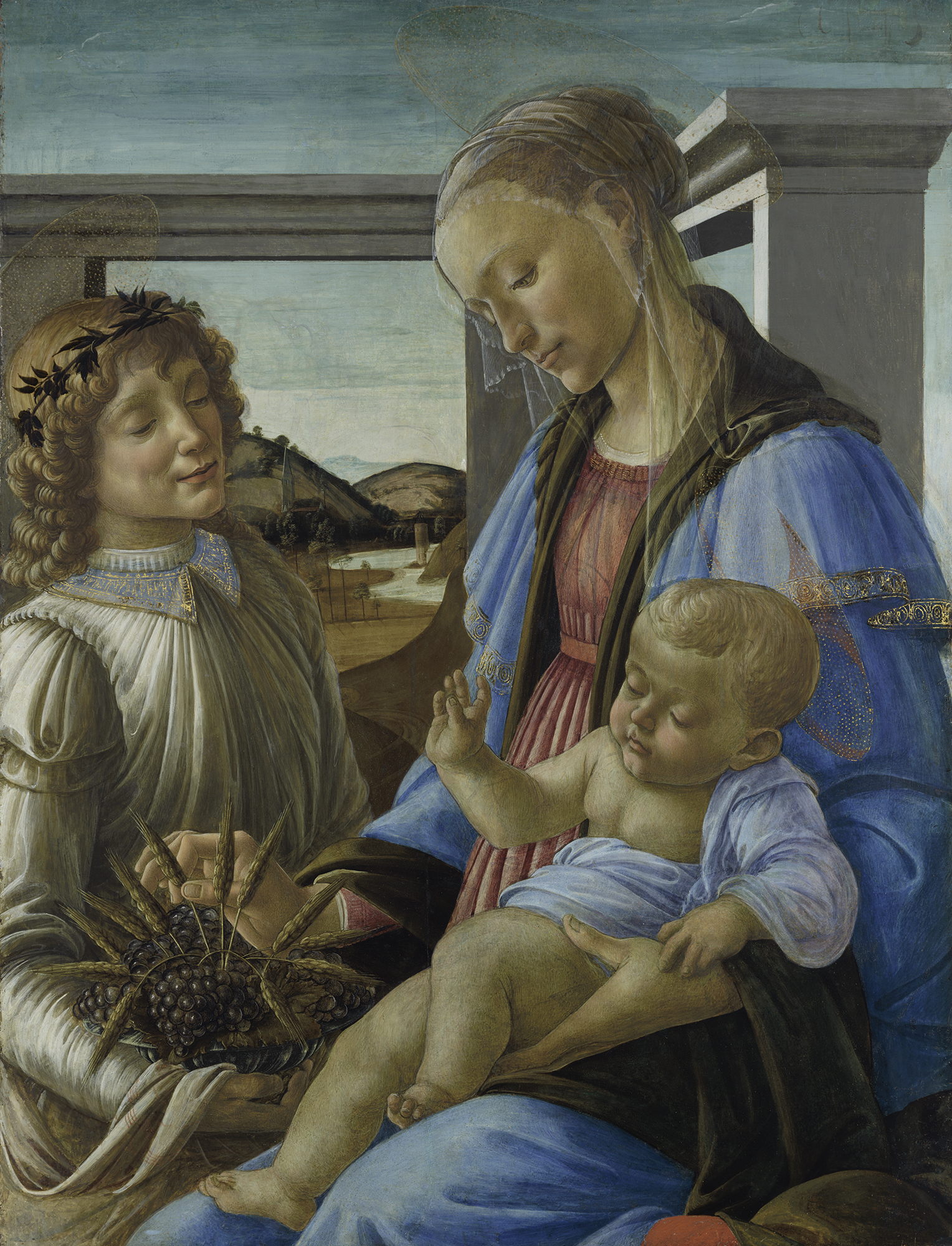
Madonna na tronie z pięcioma aniołami i sześcioma świętymi (Pala di San Barnaba) (1487-88) – tempera na desce, 268 × 280 cm, Uffizi, Florencja,
- Koronacja Matki Boskiej z czterema świętymi (Ołtarz św. Marka) (1488-90) – tempera na desce, 378 × 258 cm, Uffizi, Florencja,
- Madonna adorująca Dzieciątko (1490) – tempera na desce, śr. 59,6 cm, National Gallery of Art, Waszyngton,
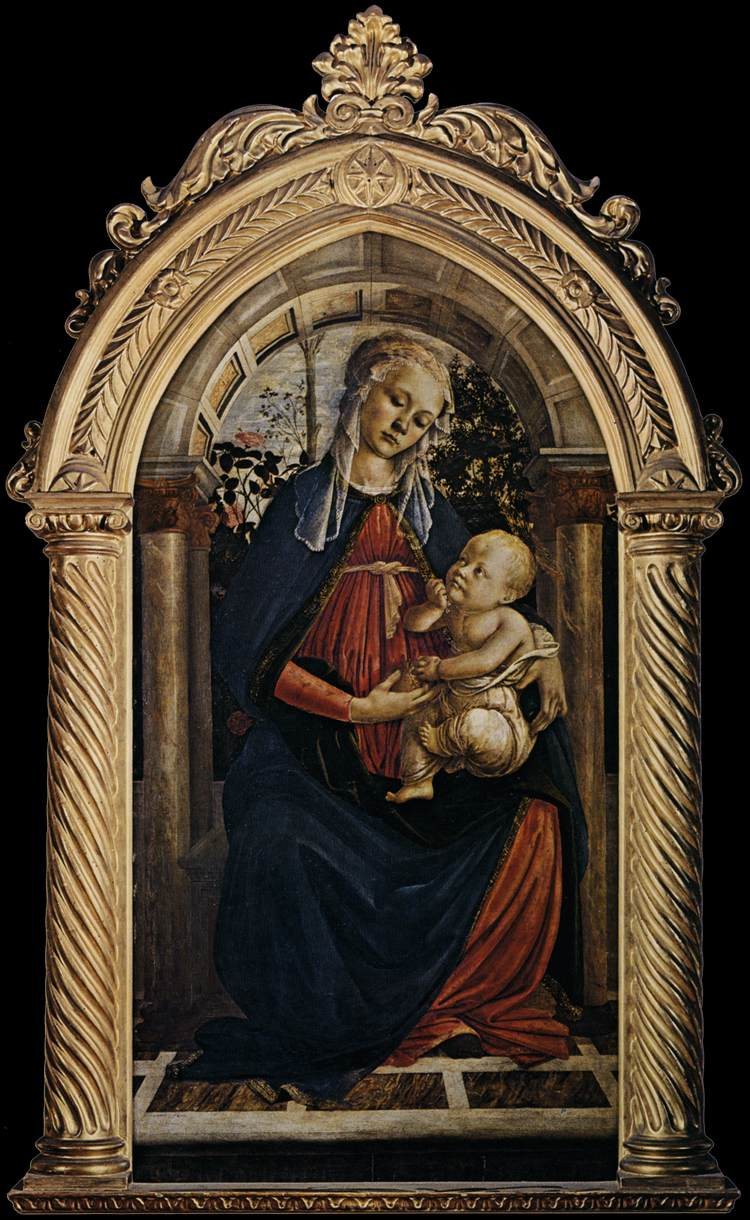
Madonna z Dzieciątkiem i św. Janem Chrzcicielem (Madonna w ogrodzie różanym) (1490-95) – tempera na płótnie, 134 × 92 cm, Galleria Palatina, Florencja,
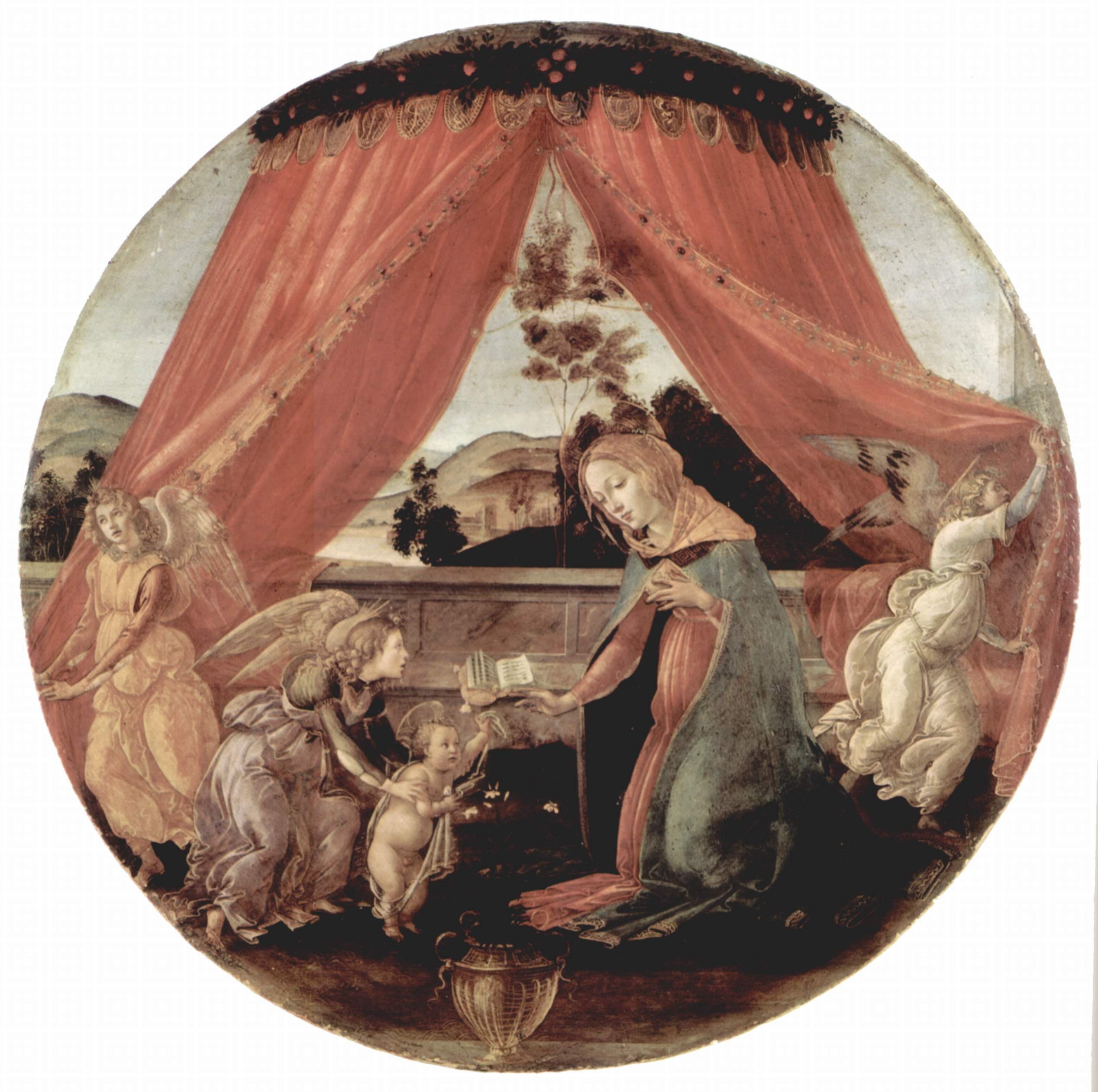
Madonna z Dzieciątkiem i trzema aniołami (Madonna pod baldachimem) (1493) – tempera na desce, śr. 65 cm, Pinacoteca Ambrosiana, Mediolan.
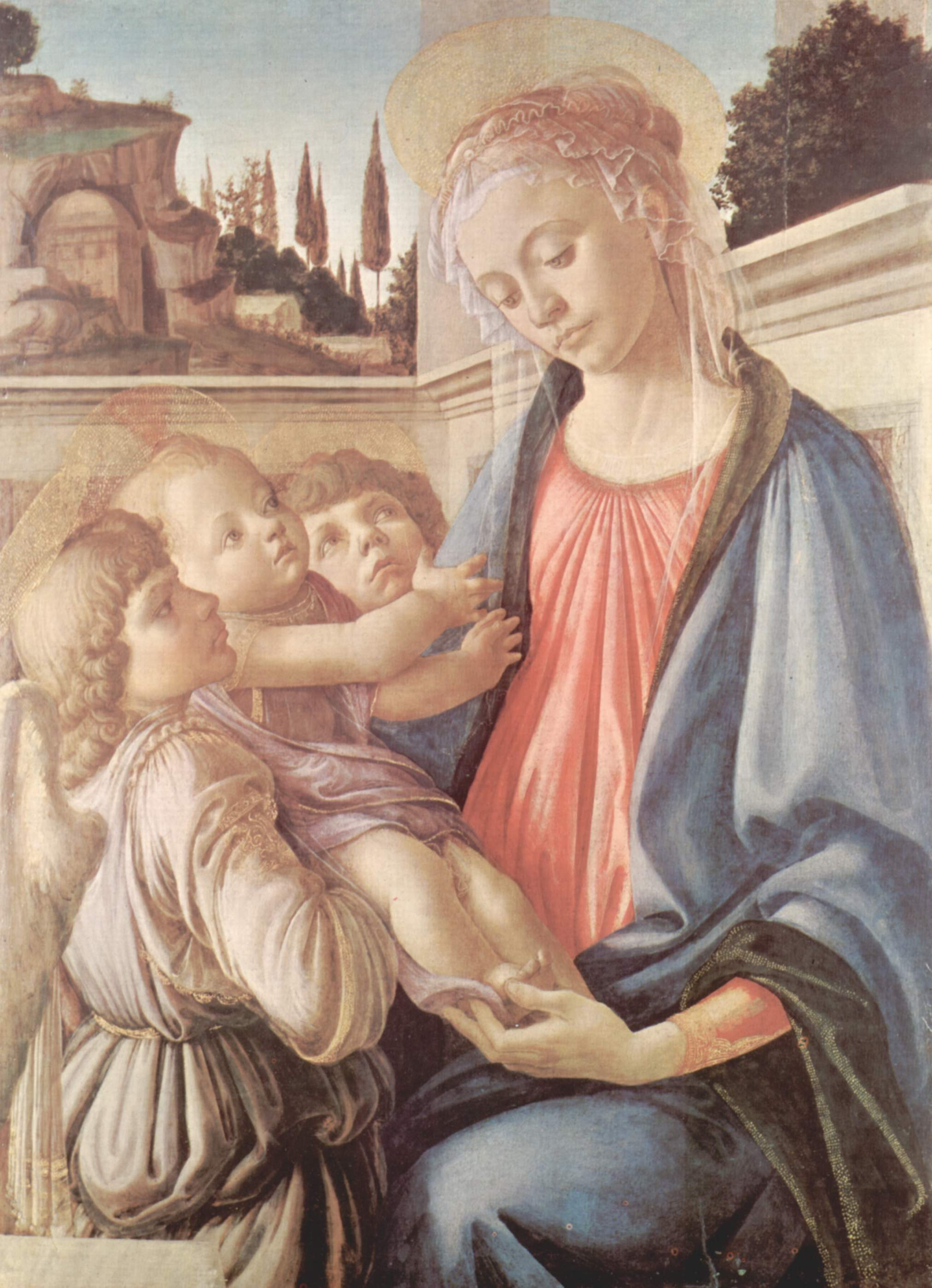
Madonna z Dzieciątkiem i dwoma aniołami
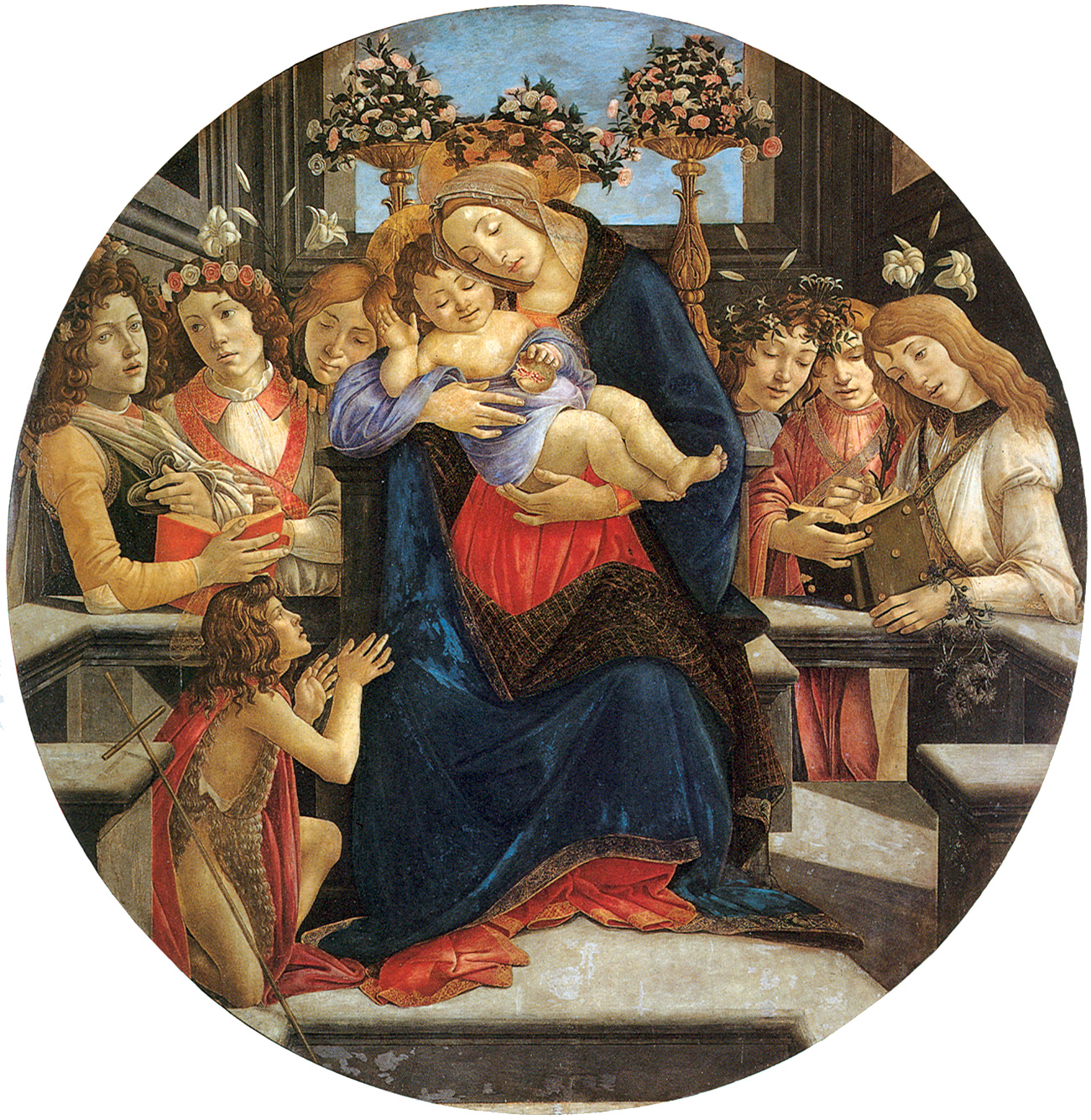
Madonna z Dzieciątkiem, sześcioma aniołami i małym św. Janem
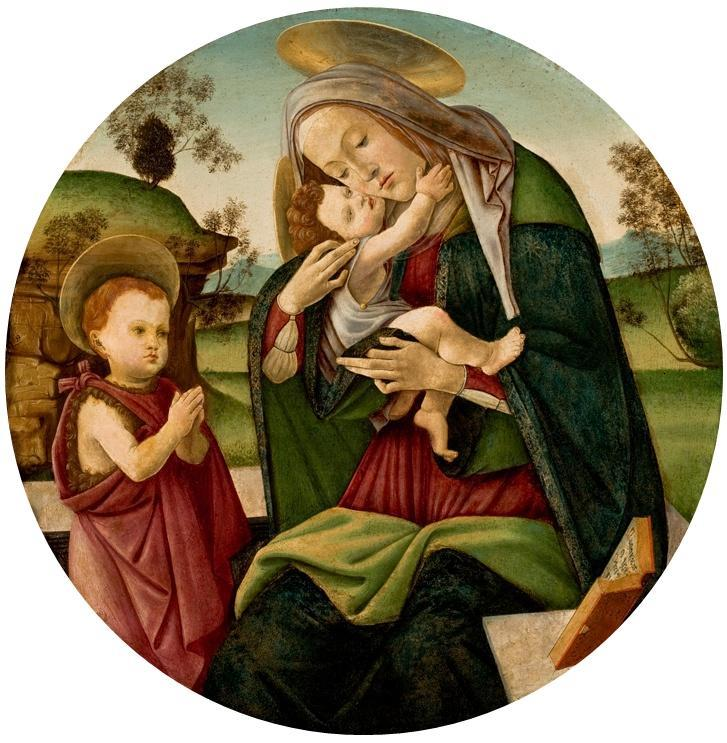
Madonna z Dzieciątkiem i małym św. Janem